# Jeremiah Francis Minihan
Jeremiah Francis Minihan (* 21. Juli 1903 in Haverhill, Massachusetts; † 14. August 1973) war ein US-amerikanischer römisch-katholischer Geistlicher und Weihbischof in Boston.

## Leben
Jeremiah Francis Minihan empfing am 21. Dezember 1929 das Sakrament der Priesterweihe für das Erzbistum Boston.
Am 21. Mai 1954 ernannte ihn Papst Pius XII. zum Titularbischof von Paphus und zum Weihbischof in Boston. Der Erzbischof von Boston, Richard Cushing, spendete ihm am 8. September desselben Jahres die Bischofsweihe; Mitkonsekratoren waren der Bischof von Worcester, John Joseph Wright, und der Bischof von Raleigh, Vincent Stanislaus Waters.